# Subkow (Kursk)
Subkow (russisch Зубков) ist ein Weiler (chutor) in der Oblast Kursk in Russland. Er gehört zum Rajon Kursk und zur Landgemeinde (selskoje posselenije) Mokowski selsowjet.

## Geographie
Der Ort liegt gut 2 km Luftlinie südwestlich des Oblastverwaltungszentrums Kursk im südwestlichen Teil der Mittelrussischen Platte, 1 km vom Sitz des Dorfsowjet – 1. Mokwa, 85 km vor Grenze zwischen Russland und der Ukraine, am Fluss Mokwa (rechter Nebenfluss des Seim).

### Klima
Das Klima im Ort ist wie im Rest des Rajons kalt und gemäßigt. Es gibt während des Jahres eine erhebliche Niederschlagsmenge. Dfb lautet die Klassifikation des Klimas nach Köppen und Geiger.

## Bevölkerungsentwicklung
| Jahr | Einwohner |
| ---- | --------- |
| 2002 | 296       |
| 2010 | 315       |

Anmerkung: Volkszählungsdaten

## Verkehr
Subkow liegt 2 km vor Fernstraße föderaler Bedeutung M2 „Krim“ (ein Teil der Europastraße E105) und 5,5 km vom nächsten Bahnhof Ryschkowo (Eisenbahnstrecke Lgow-Kijewskij – Kursk) entfernt.
Der Ort liegt 121 km vom internationalen Flughafen von Belgorod entfernt.